# Neoespressionismo
Il neoespressionismo è stato un movimento artistico, per lo più focalizzato sulla pittura, che nasce negli anni settanta del Novecento e si caratterizza per un deciso recupero della figura umana, spesso rappresentata sotto la lente deformata dell'inquietudine. Nonostante ciò, si tratta di un'immagine che si deteriora, si consuma e si dematerializza dietro il ruvido trattamento pittorico.

## Descrizione
Diffuso soprattutto negli Stati Uniti in Germania ed in Italia, il neoespressionismo, dopo l'anarchia sperimentale degli anni precedenti, ha indicato un percorso che viaggia a ritroso alla riscoperta di forme di matrice più tradizionale. Questa, forse, è una delle ragioni per le quali è stato ben accolto dai mercanti e dai collezionisti d'arte di tutto il mondo.
I principali esponenti negli Stati Uniti sono Julian Schnabel, noto soprattutto per i suoi "plate painting" e David Salle che però denota una stretta relazione con l'Assemblage e con l'Espressionismo astratto e che manipola l'immagine, recuperata invariabilmente dall'immaginario collettivo, in chiave di raffinato ed ironico voyeurismo. Bisogna poi comunque fare il nome, per tutto il periodo che ha bruciato nella sua parabola inevitabilmente discendente, di Jean-Michel Basquiat.
In Germania,  dove è ancora forte la memoria dell'Espressionismo e dove le nuove generazioni sentono il bisogno di prendere le distanze dal passato olocausto, i suoi esponenti sono a volte chiamati Neuen Wilden, 'Nuovi Selvaggi'. Esponenti di spicco sono Georg Baselitz con le sue immagini rovesciate e Anselm Kiefer che tende a mischiare gli elementi dell'arte tradizionale con gli elementi dell'avanguardia, proponendo molteplici versioni del tema dell'Olocausto. Accomunano i lavori dei cosiddetti "nuovi selvaggi" un cromatismo violento e fortemente espressivo, una figurazione semplificata e spesso elementare, un senso tragico dell'umanità e della storia.
In Italia, questa nuova tendenza, è stata spesso inscritta nell'ambito di quel che Achille Bonito Oliva ha denominato nel '79 Transavanguardia: "La transavanguardia ha risposto in termini contestuali alla catastrofe generalizzata della storia e della cultura, aprendosi verso una posizione di superamento del puro materialismo di tecniche e nuovi materiali e approdando al recupero dell'inattualità della pittura, intesa come capacità di restituire al processo creativo il carattere di un intenso erotismo, lo spessore di un'immagine che non si priva del piacere della rappresentazione e della narrazione". Gli esponenti di maggior spicco sono Sandro Chia, dall'estro manierista che dipinge con un gesto carico che si snoda sulle tele con colori accesi ed accostamenti violenti che ricordano in qualche modo la tradizione di Rosso Fiorentino; Enzo Cucchi, uno sperimentatore che lancia furtivi ammiccamenti al Concettualismo e Francesco Clemente e Mimmo Paladino che tutto sembrano toccare e tutto sembrano poi utilizzare per rappresentare quel che scorgono fra i reconditi piani sdruccioli del loro inconscio espressivo.
Ma non mancano altri artisti come Mimmo Germanà, Ernesto Tatafiore e Bastiano da Montalbano,  che sembra far proprie le necessità di un rinnovato rapporto con l'etica ed il sociale attraverso un'immagine che perde però i propri contatti con la realtà per diventare simbolista.

Artista a tutto tondo, Bastiano da Montalbano si dedica a tematiche proprie del sociale, utilizzandole per stuzzicare il pubblico competente ad una discussione e ad una riflessione su vari temi di attualità.
Mimmo Germanà, impegnato con la sua pittura calda, dalla figurazione visionaria e dai colori fauve, recupera spesso spunti e citazioni dall'arte del passato.
Ernesto Tatafiore che Achille Bonito Oliva definì l'artista dall'operato neo illuministico in quanto teso ad operare su un legame etico tra arte e storia.

Si possono collocare nella corrente del neoespressionismo anche alcuni pittori di area inglese quali Lucian Freud. Pittore decisamente figurativo che viaggia alla riscoperta di una tradizione prettamente ritrattistica. Per quanto i suoi ritratti siano più interiori che esteriori, più introspettivi che riflessivi, ma sempre con un'ineccepibile conoscenza dell'anatomia.